# Capoeta sieboldii
Capoeta sieboldii är en fiskart som först beskrevs av Steindachner, 1864.  Capoeta sieboldii ingår i släktet Capoeta och familjen karpfiskar. Inga underarter finns listade.